# ブラゴエヴグラト州
ブラゴエヴグラト州（ブラゴエヴグラトしゅう、ブルガリア語: Област Благоевград, ラテン文字転写: Oblast Blagoevgrad）は、ブルガリア南西部に位置する州。この地方は歴史的な経緯よりピリン・マケドニア（ブルガリア語: Пиринска Македония, ラテン文字転写: Pirinska Makedoniya、英語: Pirin Macedonia）と呼ばれる。北にキュステンディル州、ソフィア州、東にパザルジク州、スモリャン州と接し、南はギリシャ、西は北マケドニアと国境を接している。

## 呼称と表記
ブルガリア語での名称はブラゴエヴグラト州（Област Благоевград, ラテン文字転写: Oblast Blagoevgrad、オブラスト・ブラゴエヴグラト）である。トルコ語での名称はユカル・ジュマ州（Yukarı Cuma ili、ユカル・ジュマ・イリ）、また、マケドニア語での名称はブラゴエヴグラト州（Благоевградска област, ラテン文字転写: Blagoevgradska Oblast、ブラゴエヴグラトスカ・オブラスト）である。日本語ではブラゴエフグラード、ブラゴエフグラート、ブラゴエヴグラド、ブラゴエヴグラート、ブラゴエブグラト、ブラゴエブグラドなどさまざまな表記の揺れがある（表記ゆれは主にвおよびдの有声/無声の違い、вを有声とする場合вの転写に「ブ」を用いるか「ヴ」を用いるかの違い、および最後の-градに長音記号「ー」を用いるかどうかの違いによる）。

## 基礎自治体

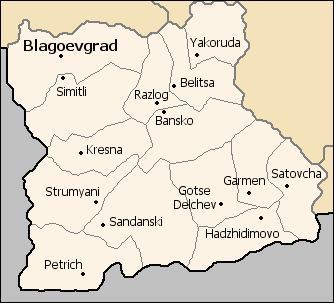
ブラゴエヴグラト州の基礎自治体

ブラゴエヴグラト州には14の基礎自治体がある。
- バンスコ（Банско、Bansko）
- ベリツァ（Белица、Belitsa）
- グルメン（Гърмен、Garmen）
- ゴツェ・デルチェフ (地名)（Гоце Делчев、Gotse Delchev）
- ハジディモヴォ（Хаджидимово、Hadzhidimovo）
- クレスナ（Кресна、Kresna）
- ペトリチ（Петрич、Petrich）
- ラズロク（Разлог、Razlog）
- サンダンスキ（Сандански、Sandanski）
- サトフチャ（Сатовча、Satovcha）
- シミトリ（Симитли、Simitli）
- ストルミャニ（Струмяни、Strumyani）
- ヤコルダ（Якоруда、Yakoruda）
- ブラゴエヴグラト（Благоевград、Blagoevgrad） - 州都。旧称ゴルナ・ジュマヤ（Горна Джумая、Gorna Dzhumaya）。トルコ語名ユカル・ジュマ（Yukarı Cuma）

## 地理
ブラゴエヴグラト州の面積は6,449.5平方キロメートル、人口は341,245人を数える。面積ではブルガス州、ソフィア州に次いでブルガリアで第3の大きさであり、ブルガリアの国土全体の5.8%を占める。ブラゴエヴグラト州は山地が多く、バルカン半島最高峰のムサラ山（Мусала、Musala、2925メートル）山頂を含むリラ山脈や、ヴィフレン山（Вихрен、Vihren、2914メートル）を含むピリン山脈、ロドピ山脈、スラヴャンカ山（Славянка、Slavyanka）、ベラシツァ山脈（Беласица、Belasitsa）、ブラヒナ山（Влахина、Vlahina）、メレシェヴォ山（Малешевска планина、Maleshevo）、オグラジュデン山（Огражден、Ograzhden）、ストゥルガチ山（Стъргач、Stargach）などの山々がある。州内にはストルマ川（Струма）、メスタ川（Места、Mesta）が流れ、これらの川の流れる渓谷部に人口が集まり、また交通路となっている。

## 気候

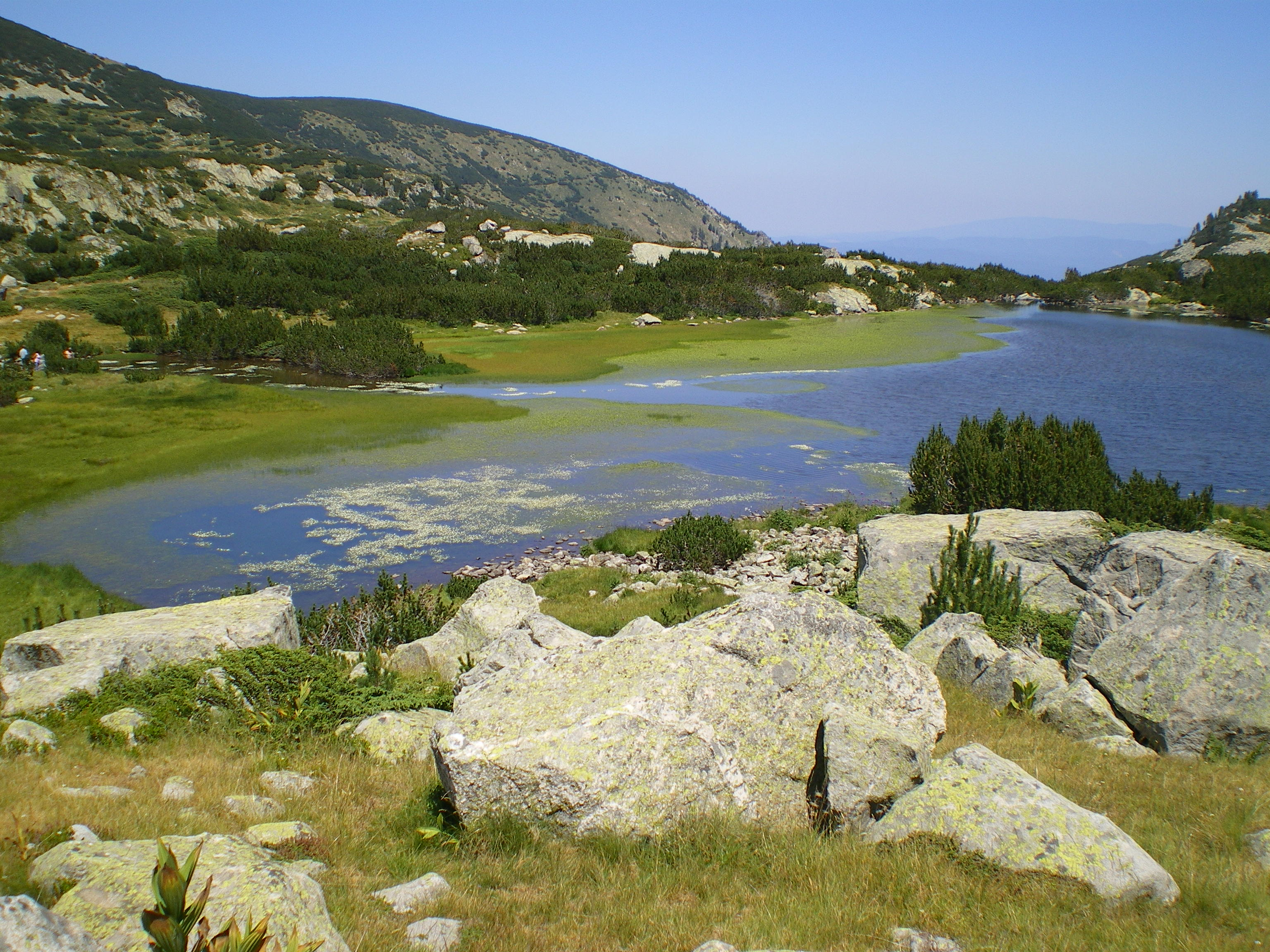
ピリン国立公園は、ユネスコの世界遺産にも登録されている。

州内の気候は南部の地中海性気候から北部・山間部の内陸性の気候まで変化に富んでいる。天然資源には木材、鉱泉、石炭、建設資材（大理石や花崗岩など）が存在する。多くの自然保護区が設定されて美しい自然観光は保護され、それ自体が重要な資源とみなされている。耕作可能地は38.8%、森林は52%を占めている。

## 経済
州の基幹となっている産業は、食品産業、タバコ生産、農業、観光、物流、通信、繊維、材木、家具、製鉄、機械生産、建設資材、製薬、プラスチック、製紙、靴生産などである。失業率はおよそ10%で、ブルガリアの全国平均とほぼ等しい。 
鉄道・道路網はソフィアはじめブルガリア各地とギリシャ北部を結ぶ大動脈となっている。また、特に2000年代に入ってからは安い商品やサービスを買いにくるギリシャからの日帰り観光客が増加した。また、自由化された1990年代以降、ギリシャの製造業者たちも安い人件費などに目をつけこの地域、とくにペトリチに生産ラインを移転した。
サンダンスキ市のメルニク（Мелник、Melnik）はかつて18世紀から19世紀にかけてオスマン帝国のイスタンブールから逃れてきたファナリオティスたちの中心地であった。共産党支配下にあった20世紀後半には東ドイツから多くの観光客がこの地域を訪れた。現在ではこの地域はワインの生産とエコツーリズムの地として各国から観光客が訪れている。
インフラストラクチャーの整備は十分ではなく、特に道路・鉄道網の開発は遅れている。現在、ブラゴエヴグラト州では2つの大きな建設プロジェクトがある。ひとつはストルマ高速道路で、ストルマ川に沿ってソフィアからギリシャのテッサロニキを結ぶ予定である。もうひとつはバンスコ空港で、建設費は3千万ユーロ程度と見込まれている。

## 文化
文化的・考古学的遺物には古代トラキア人の遺跡、古代ローマ帝国の集落、初期キリスト教会の聖堂、中世ビザンティン帝国とブルガリア帝国の時代の町、修道院、要塞、オスマン帝国期の建造物などさまざまなものがある。例として、現存の村をそのまま景観保存したメルニクや、オスマン帝国期に再建されたバンスコのロジェン修道院（Роженски манастир、Rozhenski Manasrir、Rozhen Monastery）などがある。
州都のブラゴエヴグラトには劇場、図書館、オペラ・ハウスがある。バンスコ、ブラゴエヴグラト、サンダンスキには画廊もある。小規模な文化施設「チタリシテ」（читалище、Chitalishte）は州内各地におかれている。
ピリン・フォーク・エンセンブル（Фолклорен ансамбъл Пирин、Folkloren ansambal Pirin、Pirin Folk Ensemble）はブルガリアの民族音楽で最も有名な音楽集団である。州内では、ブラゴエヴグラトの「劇場フェスティバル」、バンスコの「ジャズ・フェスティバル」、メルニクの「詩の夜」などの文化イベントが開かれている。

## 教育
ネオフィト・リルスキ南西大学（Югозападен университет “Неофит Рилски” 、South-West University "Neofit Rilski"）およびブルガリア米国大学（American University in Bulgaria）がブラゴエヴグラトにある。ブラゴエヴグラドには1万人を超える大学生がブルガリア国内外から集まっている。

## 民族英雄にちなんだ地名
サンダンスキ、ゴツェ・デルチェフ、ブラゴエヴグラトなどの地名はマケドニアの民族運動の英雄たちの名前にちなんだものである。

## 出身者
- ヒランダルの聖パイシウス（свети Паисий Хилендарски、sveti Paiciy Hilendarski、Paisiy Hilendarski） (1722–1773) - 聖職者で民族復興期の英雄
- ネオフィト・リルスキ（Неофит Рилски、Neofit Rilski） (1793 -1881) - 聖職者、教師であり、民族復興期の英雄
- ボリス・サラフォフ（Борис Сарафов、Boris Sarafov） (1872-1907) - マケドニア解放運動の民族英雄。内部マケドニア革命組織に所属
- ヤネ・サンダンスキ（Яне Сандански、Yane Sandanski） (1872-1915) - 内部マケドニア革命組織の指導者
- ニコラ・ヴァプツァロフ（Никола Вапцаров、Nikola Vaptsarov） (1909-1942) - 詩人、共産主義革命家
- ゲオルギ・ピリンスキ（Георги Пирински、Georgi Pirinski） (1948-) - ブルガリア共産党、後のブルガリア社会党の政治家。2005年からブルガリア議会議長
- ディミタール・ベルバトフ

## 人口
2001年の調査によると、州の民族別人口はブルガリア人が286,491人（イスラム教徒ブルガリア人を含む）、トルコ人が31,857人（イスラム教徒ブルガリア人を含む）、ロマが12,405人、マケドニア人が3,117人などとなっている。4,242人は特定の民族意識を回答しなかった。
宗教別では268,968人が正教会、62,431人がイスラム教、1,546人がプロテスタント、7,018人は調査では特定の宗教を答えなかった。
ブルガリア語は306,118人が母語としており、トルコ語を母語とする者は19,819人であった。9,232人はロマ語を母語であるとした。2,921人はその他、2,424人は自らの母語を回答しなかった。

## スポーツ
ブラゴエヴグラト州はサッカーが盛んであり、FCヴィフレン・サンダンスキ（FC Vihren Sandanski、PFCベラシツァ・ペトリチ（PFC Belasitsa Petrich）PFCピリン・ブラゴエヴグラト（PFC Pirin Blagoevgrad）の3チームがブルガリアプロサッカーリーグの1部リーグ（A PFG）で戦っている。
多くの山に覆われているプラゴエヴグラト州では、ウィンター・スポーツも盛んであり、バンスコはスキー・リゾートの地としてブルガリア国外でも知られている。

## ピリン・マケドニアと拡張主義
ブラゴエヴグラト州は、歴史的にピリン・マケドニアと呼ばれた地域とほぼ一致している。マケドニアの少数の民族主義者たちは、ピリン・マケドニアを「外国に支配された」マケドニアの本来の領土であるとみなす大マケドニア主義の野望を抱いている。
また、おおくのマケドニアのマス・メディアや政治家たちは、歴史的にマケドニアにおけるブルガリア的な要素を否認、あるいは無視するような傾向を持ち（たとえば、オフリドの聖クレメント（en）、ブルガリア皇帝サムイル、ミラディノフ兄弟（en）、内部マケドニア革命組織などがブルガリア人であることを否定し、マケドニア人であるとする）、また、ピリン・マケドニアにおける「マケドニア人の民族性を無視した人権侵害行為」を非難する。
マケドニア民族の人権活動家クリス・ポポフ（Chris Popov）およびマイケル・ラディン（Michael Radin）によると、州内のマケドニア人の本来の人口は20万人であるとしている。人権活動組織ブルガリア・ヘルシンキ委員会の1998年の研究では、自らの民族意識をマケドニア人と規定する住民は15,000人から25,000人程度であるが、より多くのスラヴ人が国家レベルの民族意識としてブルガリア人と自己規定しつつも地域的な意味でマケドニア人であると規定しているとした（。ギリシャのエーゲ・マケドニアの住民と同様）。
地元のマケドニア人の政治活動家ストイコ・ストイコフ（Stoyko Stoykov）によると、マケドニア人の人口は5,000人から10,000人であるとした（）。2001年の調査によると州の人口341,173人のうち3,117人は自らの民族意識をマケドニア人であると回答したが、その他の大多数はブルガリア人であると回答した（）。最近の調査では回答する市民は選択肢以外の民族名は記述する形式になっており（質問用紙の質問項目の14番）、マケドニア民族活動家らはこれは正確な調査ではないとし、選択肢の中に「マケドニア人」を入れるべきとしている。

## ギャラリー

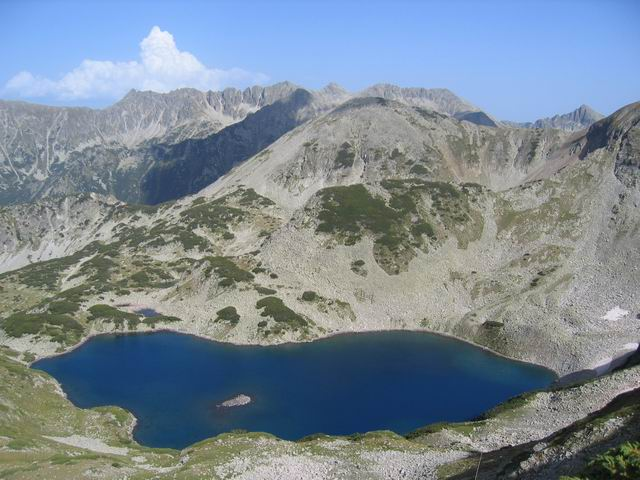
ピリン山脈のテヴノ・ヴァシラシコ湖
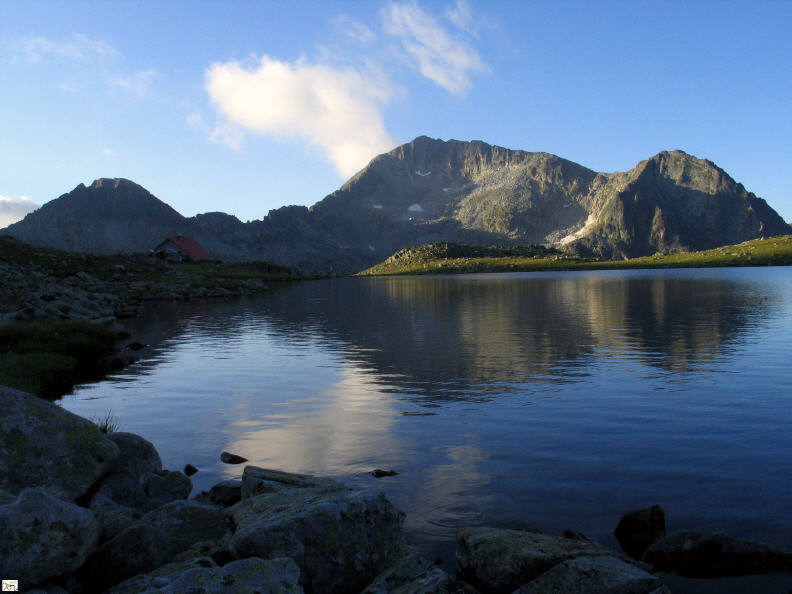
ピリン山脈のカメニツァ峰とテヴノ・エゼロ
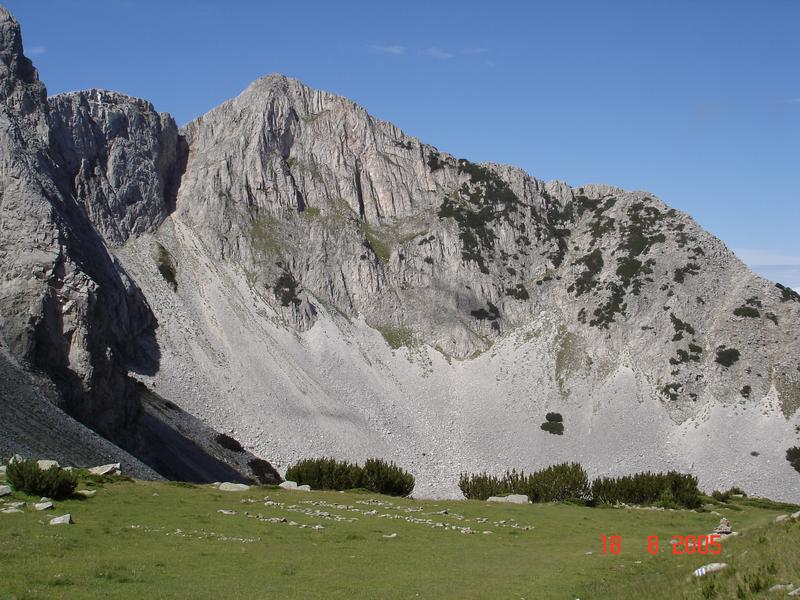
ピリン山脈のシナニツァ峰
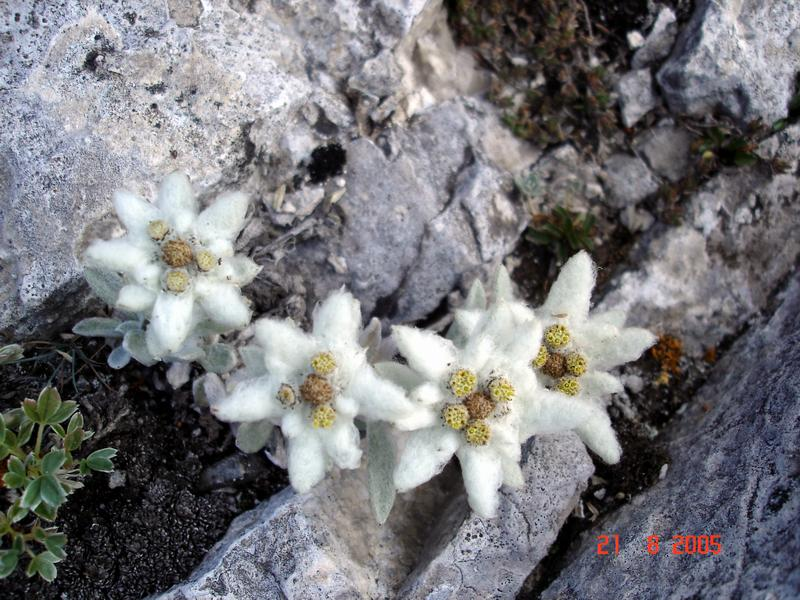
ピリン山脈のコンチェト峰近くのエーデルワイス（セイヨウウスユキソウ）
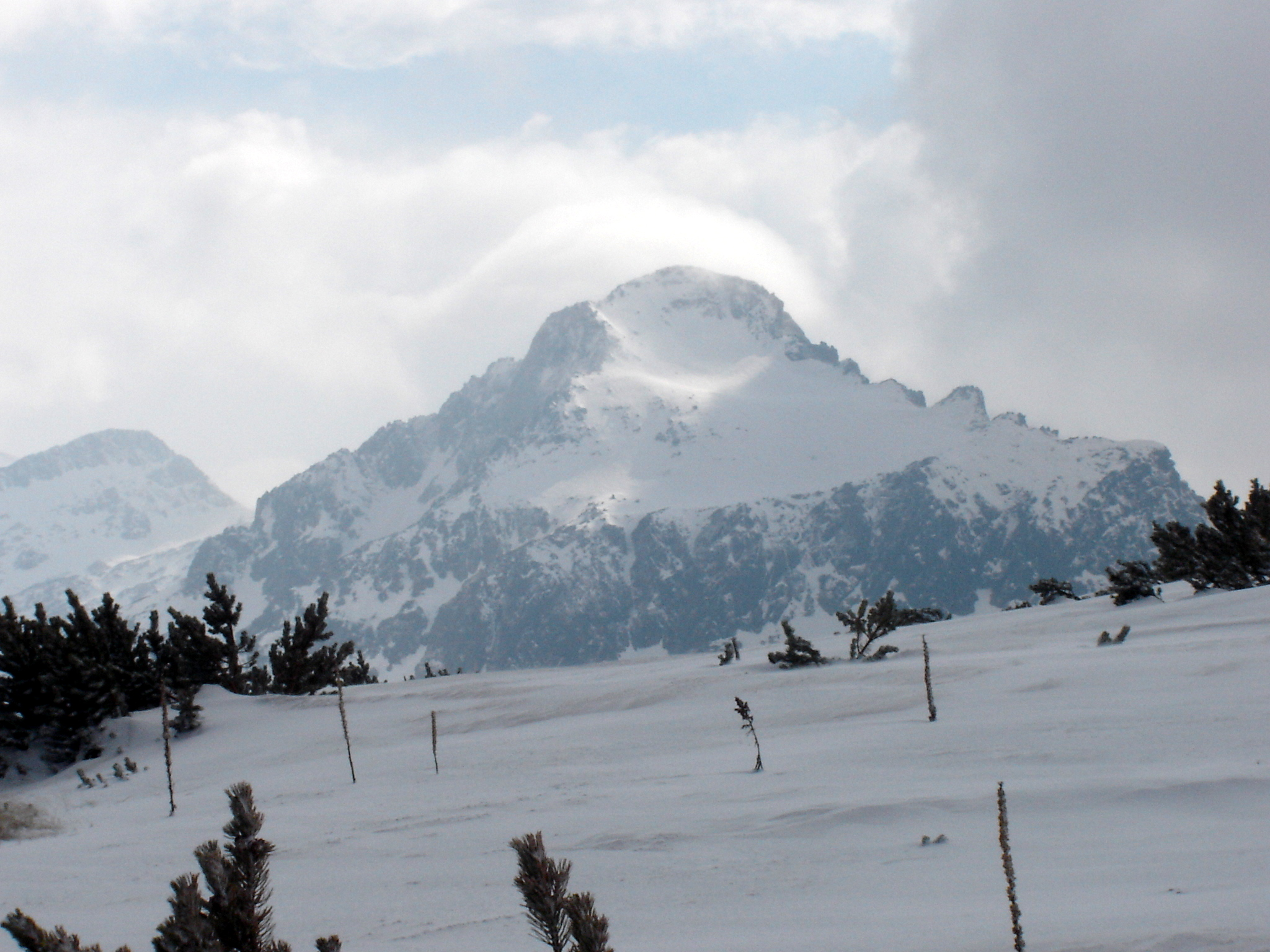
ピリン山脈の4月下旬のジェンガル峰
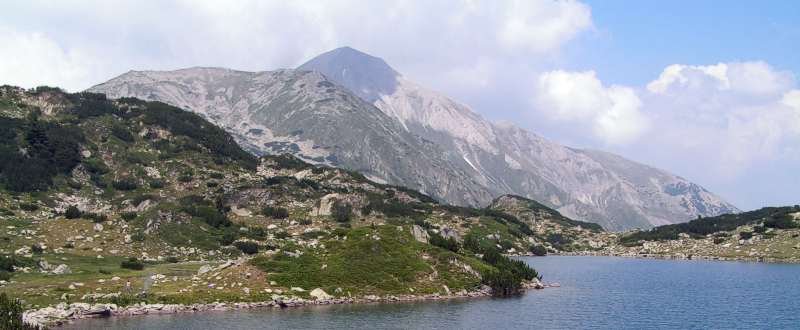
ピリン山脈のヴィフレン峰
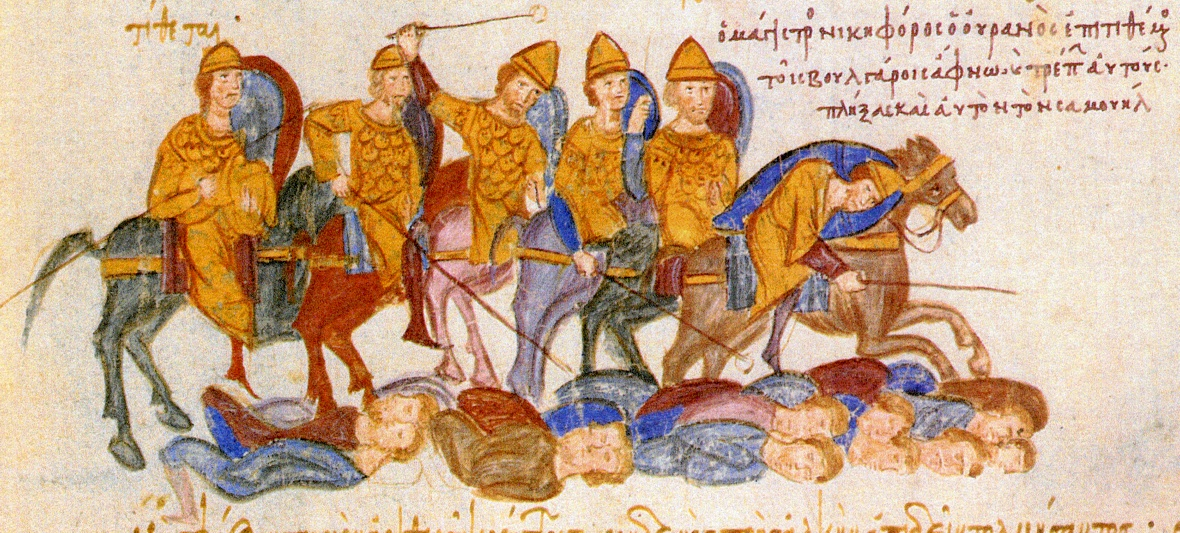
ブルガリア皇帝サムイルの軍のクレイディオンの戦いでの敗北
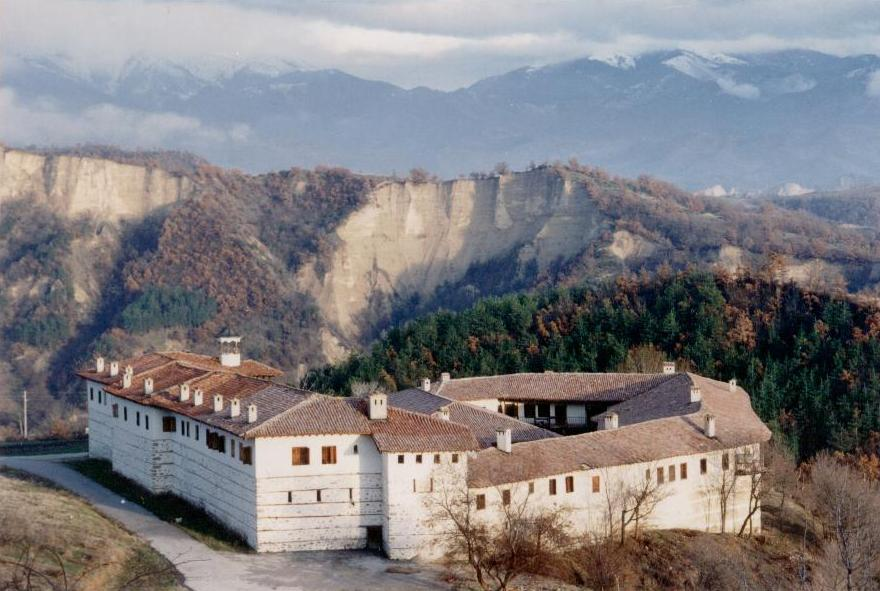
ロジェン修道院
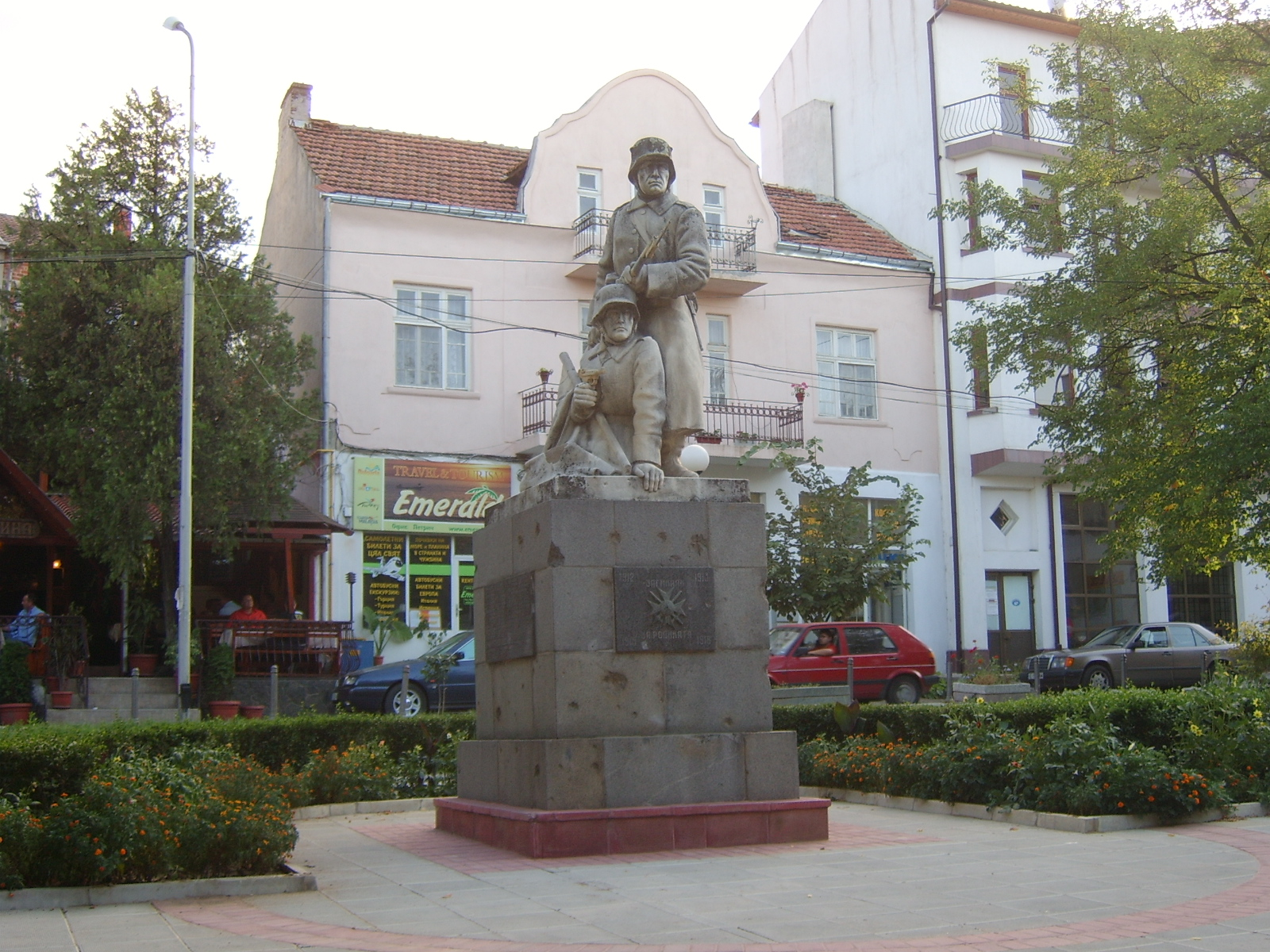
ペトリチにある第一次世界大戦で戦死した兵士たちのためのモニュメント
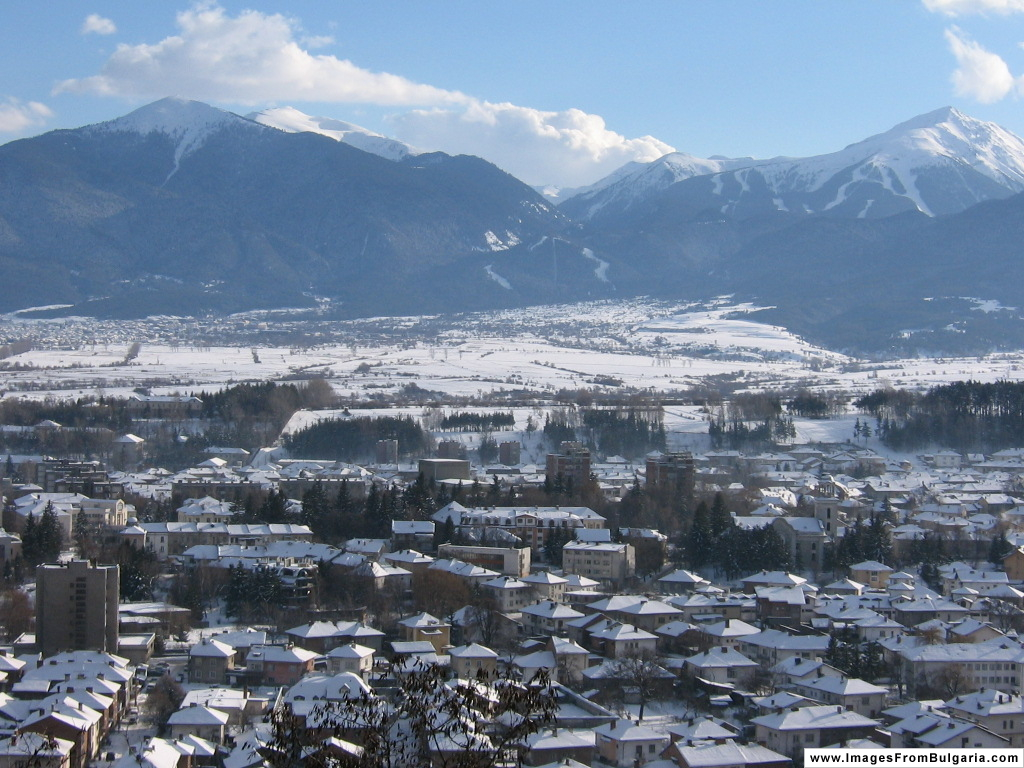
ラズログから見たバンスコのスキー場